# Lista locurilor din Târgu Mureș
Această listă cuprinde cele mai importante locuri de vizitat în municipiul Târgu Mureș.

## Clădiri istorice
- Palatul Culturii
- Prefectura din Târgu Mureș
- Biblioteca Teleki-Bolyai
- Casa cu Arcade
- Casa Bányai
- Casa Görög
- Casa Köpeczi
- Casa Pálffy, cea mai veche casă de locuit din Târgu Mureș
- Casa Teleki
- Tribunalului Suprem al Transilvaniei
- Palatul Apollo
- Palatul Bürger
- Palatul Pensionarilor
- Prefectura Veche
- Primăria
- Sediul Breslei Cizmarilor
- Sediul Breslei Măcelarilor
- Súrlott Grádics
- Uzinele Comunale

## Cetatea
- Bastionul tăbăcarilor din 1620

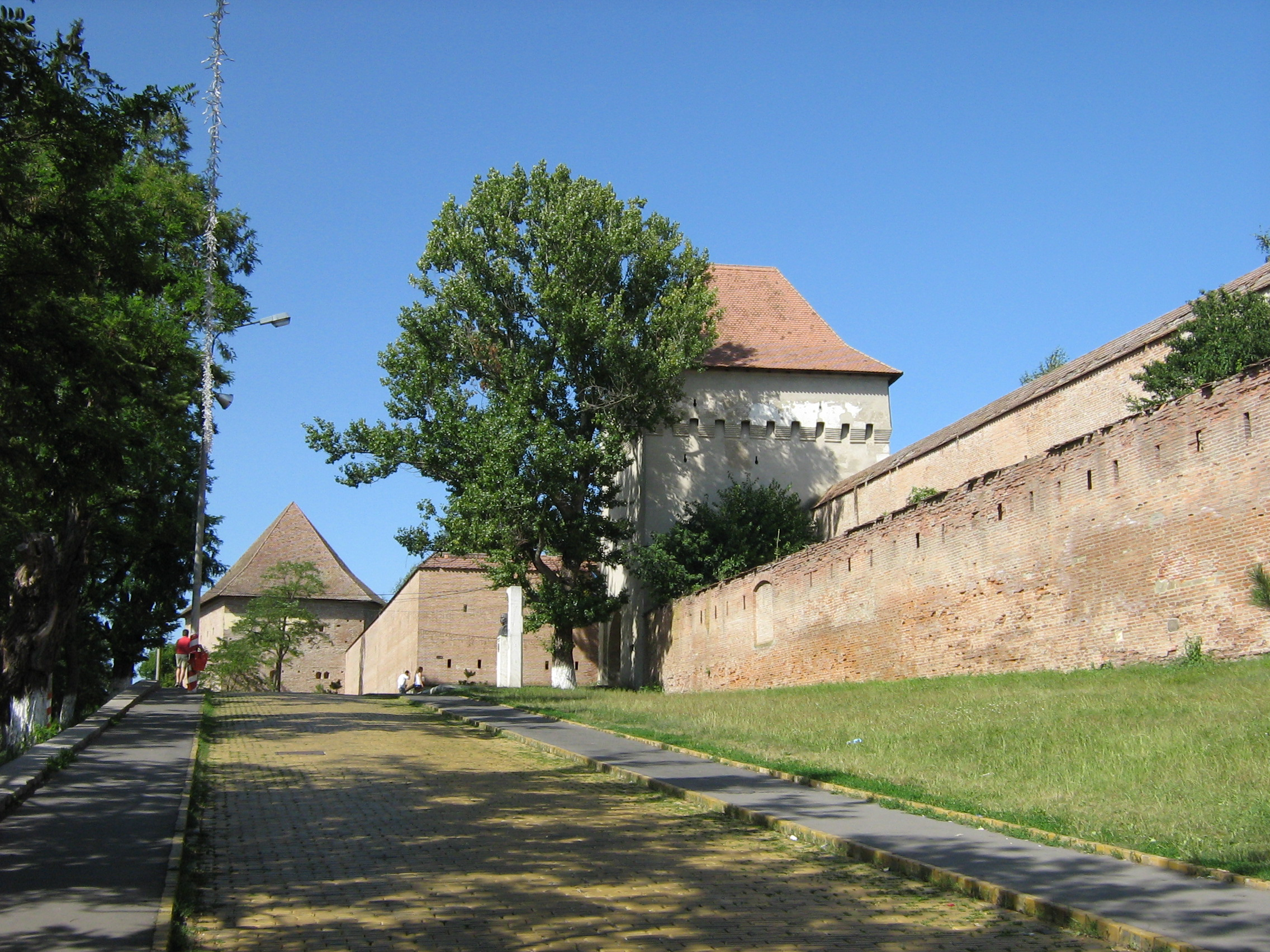
Cetatea

- Bastionul blănarilor și lăcătușilor din 1629
- Bastionul dogarilor din 1632
- Bastionul porții din 1613
- Bastionul măcelarilor din 1653
- Bastionul croitorilor din 1640
- Bastionul Báthory din 1620
- Clădirea comandamentului

## Cimitire
- Cimitirul Reformat
- Cimitirul Romano-Catolic

## Cultură
|                     |                       |
| Filarmonica de Stat | Concert jazz la Radio |

- Ansamblul Artistic Mureșul
- Filarmonica de Stat Târgu Mureș
- Sala de Concerte ale Radioului Târgu Mureș
- Teatrul Ariel
- Teatrul Național
- Teatrul Studio (str. Köteles Sámuel)
- Teatrul Studio 2 (str. Frunzei)
- Bastionul măcelarilor

## Edificii religioase
- Biserica Bob
- Biserica Buna Vestire
- Biserica evanghelică
- Biserica minoriților
- Biserica reformată din Cetate
- Biserica reformată mică
- Biserica reformată din strada Voinicenilor
- Biserica romano-catolică Sfântul Ioan Botezătorul
- Biserica unitariană din Piața Bolyai
- Catedrala ortodoxă Înălțarea Domnului
- Sinagoga Status Quo Ante

## Monumente și statui
- Monumentul celor doi Bolyai
- Monumentul Secuilor Martiri
- Statuia lui Avram Iancu
- Statuia lui György Bernády
- Statuia lui Tamás Borsos
- Statuia lui Emil Dandea
- Statuia lui Aurel Filimon
- Statuia lui Sándor Kőrösi Csoma
- Statuia lui Mihai Viteazul
- Statuia lui Sándor Petőfi
- Statuia lui Ferenc Rákóczi al II-lea
- Statuia Lupoaicei, cunoscută și sub numele de Monumentul Latinității

## Muzee
- Muzeul de Arheologie și Istorie
- Muzeul de Artă
- Muzeul Bolyai
- Muzeul de Etnografie și Arta Populară
- Muzeul de Științele Naturii

## Parcuri și spații verzi
- Complexul de agrement Mureșul (Weekend)
- Grădina Zoologică
- Platoul Cornești
- Parcul eroilor români și Parcul Secuilor Martiri din Orașul de Sus
- Parcul sportiv municipal

## Piețe
- Piața Bolyai
- Piața Trandafirilor
- Piața Teatrului
- Bulevardul Cetății